# Eric McMordie
(Coro dei tifosi del Middlesbrough.)
Alexander S. McMordie (Belfast, 12 agosto 1942) è un ex calciatore nordirlandese, di ruolo centrocampista.

## Carriera
McMordie ha iniziato a giocare a calcio in Irlanda del Nord, al Dundela. All'età di quindici anni, è stato chiamato dal Manchester United per sostenere un provino, insieme ad un suo connazionale, George Best, che è poi diventato uno dei più grandi calciatori della storia dei Red Devils. Appena arrivati, però, i due hanno sentito subito la nostalgia di casa e McMordie ha proposto a Best di tornare a casa il giorno successivo. Appena rientrati, McMordie è rimasto per tre anni in Irlanda, mentre Best è ripartito per Manchester due settimane dopo.
All'età di diciotto anni, McMordie è tornato in Inghilterra, per giocare nel Middlesbrough, che all'epoca militava nella seconda divisione. Il club non ha lottato per la promozione per molti anni, finché non l'ha raggiunta nel 1975: McMordie, però, non ha potuto festeggiare l'impresa, in quanto si trovava in prestito allo Sheffield Wednesday. È stato poi ceduto definitivamente a maggio, allo York City, in terza divisione.
Gli ultimi anni della sua carriera, sono stati decisamente anonimi: ha giocato, infatti, per due stagioni all'Hartlepool United, addirittura in quarta divisione, prima di ritirarsi.
Nonostante abbia trascorso la sua carriera nelle divisioni inferiori del calcio inglese, ha avuto comunque l'onore di vestire la maglia della Nazionale nordirlandese, con cui è sceso in campo in ventuno occasioni e ha siglato tre reti.